# Lauber Madonna

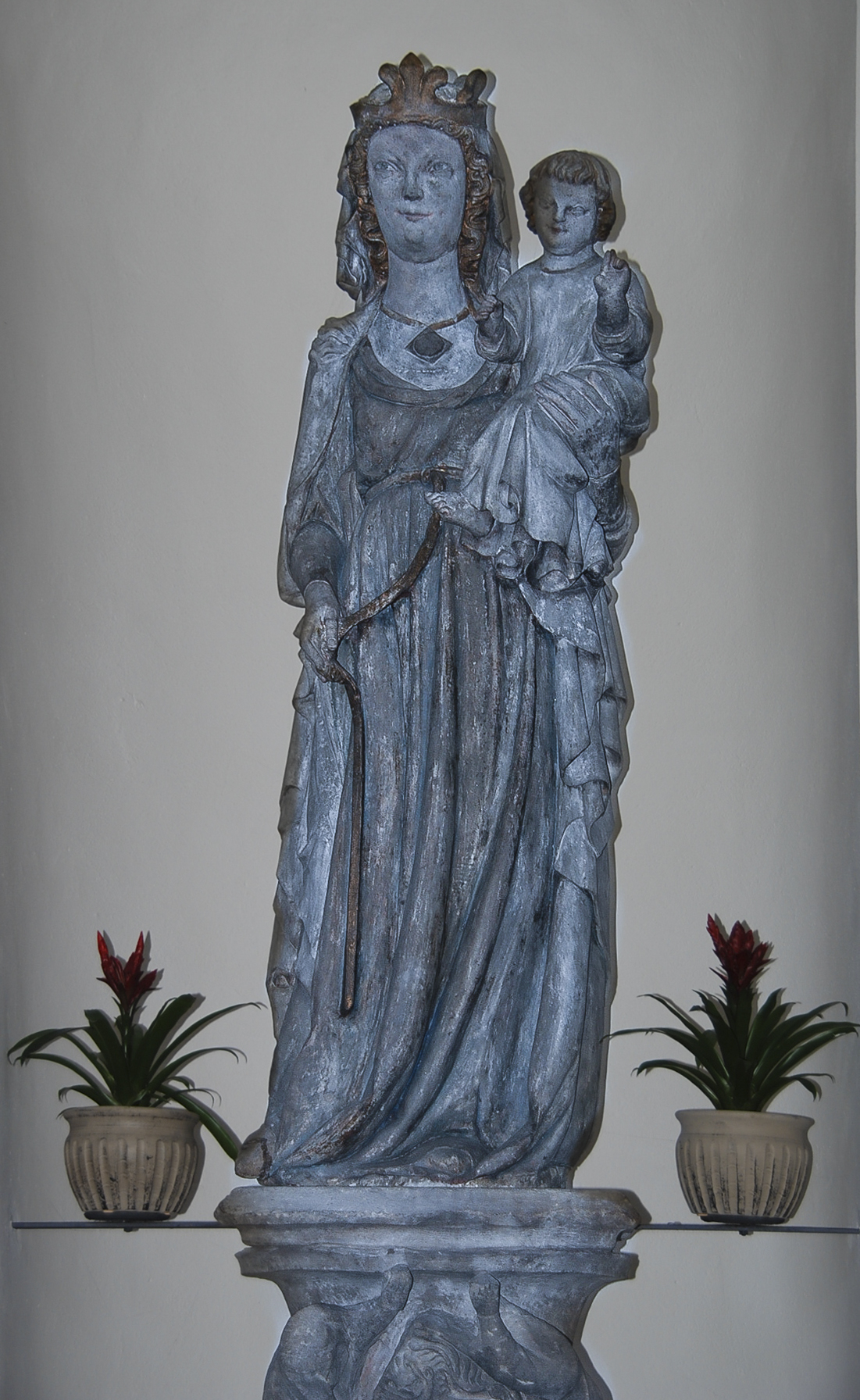
Die Lauber Madonna in der Filialkirche St. Nikolaus

Bei der sogenannten Lauber Madonna (manchmal auch: Madonna von Laub) handelt es sich um eine Sandstein-Vollplastik. Sie wird nach ihrem Standort in der katholischen Filialkirche St. Nikolaus in der Ortschaft Laub (Prichsenstadt) benannt und gilt als bedeutendes Beispiel spätgotischer Steinplastik. Die Skulptur ist als Teil der Kirchenausstattung ein Baudenkmal.

## Beschreibung
Die gut lebensgroße Sandstein-Madonna (Höhe 185 cm) steht auf der zugehörigen Säule, deren Kapitell das Wappen der vermutlichen Stifterfamilie Teufel zeigt. Haltung, Kleidung und Gestik stehen für das adlig-ritterliche Frauenideal des Hochmittelalters: geneigtes Haupt, enges und hochgegürtetes Gewand, loser Mantel und Schleier. Das mit einem körperlangen Hemd bekleidete Kind schwebt scheinbar schwerelos auf dem linken Arm der Statue. In der Hüfte gedreht, wendet es sich dem Betrachter zu, die Hände in segnender Haltung erhoben.

## Geschichte
Die Statue entstand im frühen 14. Jahrhundert (um 1310) in einer Würzburger Werkstatt. Im Jahr 1590 kam sie für den Preis von „2 Aimer Wein“ aus der Würzburger Franziskanerkirche nach Laub. Wegen des Teufelswappens am Säulenkapitell wurde die Figur 1798 aus der Kirche entfernt. Im Jahr 1856 wurde die Madonna zunächst ohne Säule zurück in die Kirche gebracht. Dabei erhielt die Statue eine neugotische Farbfassung, die 1936 wieder entfernt wurde.